# Museet för konst och hantverk Hamburg
Museet för konst och hantverk Hamburg eller på tyska Museum für Kunst und Gewerbe Hamburg är ett konstmuseum i St. Georg, Hamburg som öppnade 1876. Det är ett av Hamburgs största museer och innehåller både konst och konsthantverk såsom porslin samt även möbler, musikinstrument, mode och fotografier från olika tidsepoker. Även restaurang, bibliotek och museibutik finns i lokalerna.
Museet grundades 1874 och invigdes den 14 september 1876. Det är en statlig stiftelse och har uppdraget att vara ett centrum för "konst och konsthantverk, med sina samlingar ur europeiska, antika och asiatiska kulturkretsar".
Förebilder till museet var bl.a. South Kensington Museum (grundat 1852, idag Victoria and Albert Museum, London), österrikiska Museum für Kunst und Industrie (grundat 1863, idag Museum für angewandte Kunst Wien) och Deutsche Gewerbemuseum (grundat 1867, idag Kunstgewerbemuseum Berlin). Initiativtagaren Justus Brinckmann blev även museets direktör när det öppnades som "Staatliches Technikum und Museum für Kunst und Gewerbe“. Byggnaden uppfördes 1873–1875 efter ritningar av arkitekten Carl Johann Christian Zimmermann. Efter Brinckmanns död 1915 blev Max Sauerlandt 1919 ny direktör. Denne utvidgade samlingarna med expressionistisk konst och fick lämna sin arbetsplats i april 1933, i samband med att han försvarade den så kallade "Entartete Kunst“.[7] Genom Nationalsocialisternas rensning förlorade museet en stor del av sina moderna konstsamlingar. Byggnaden förstördes delvis i bombangreppet 1943 och återuppbyggnaden blev klar först 1959.
Museet var bland de första museerna i Tyskland som öppnade sina samlingar digitalt genom en webbdatabas.

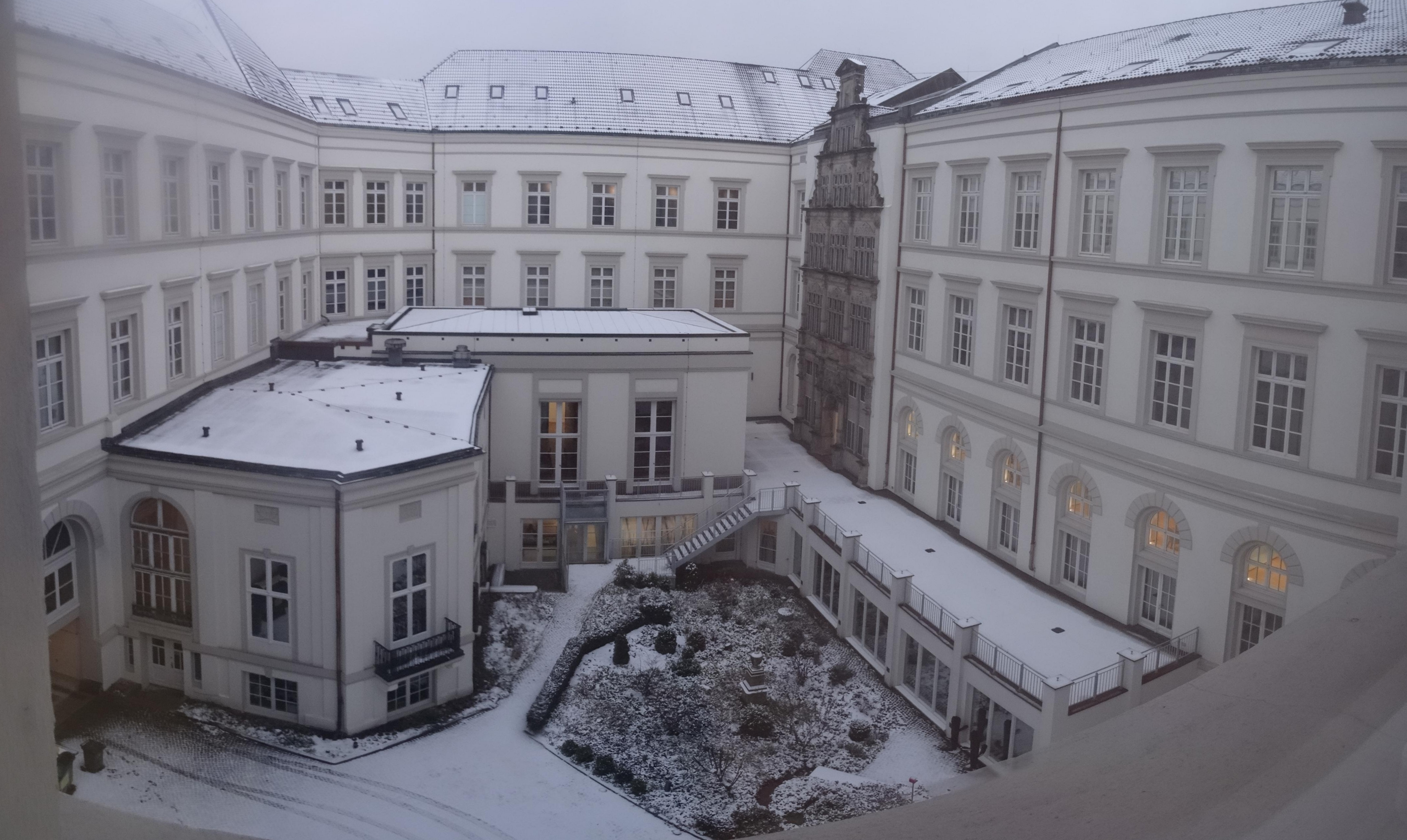
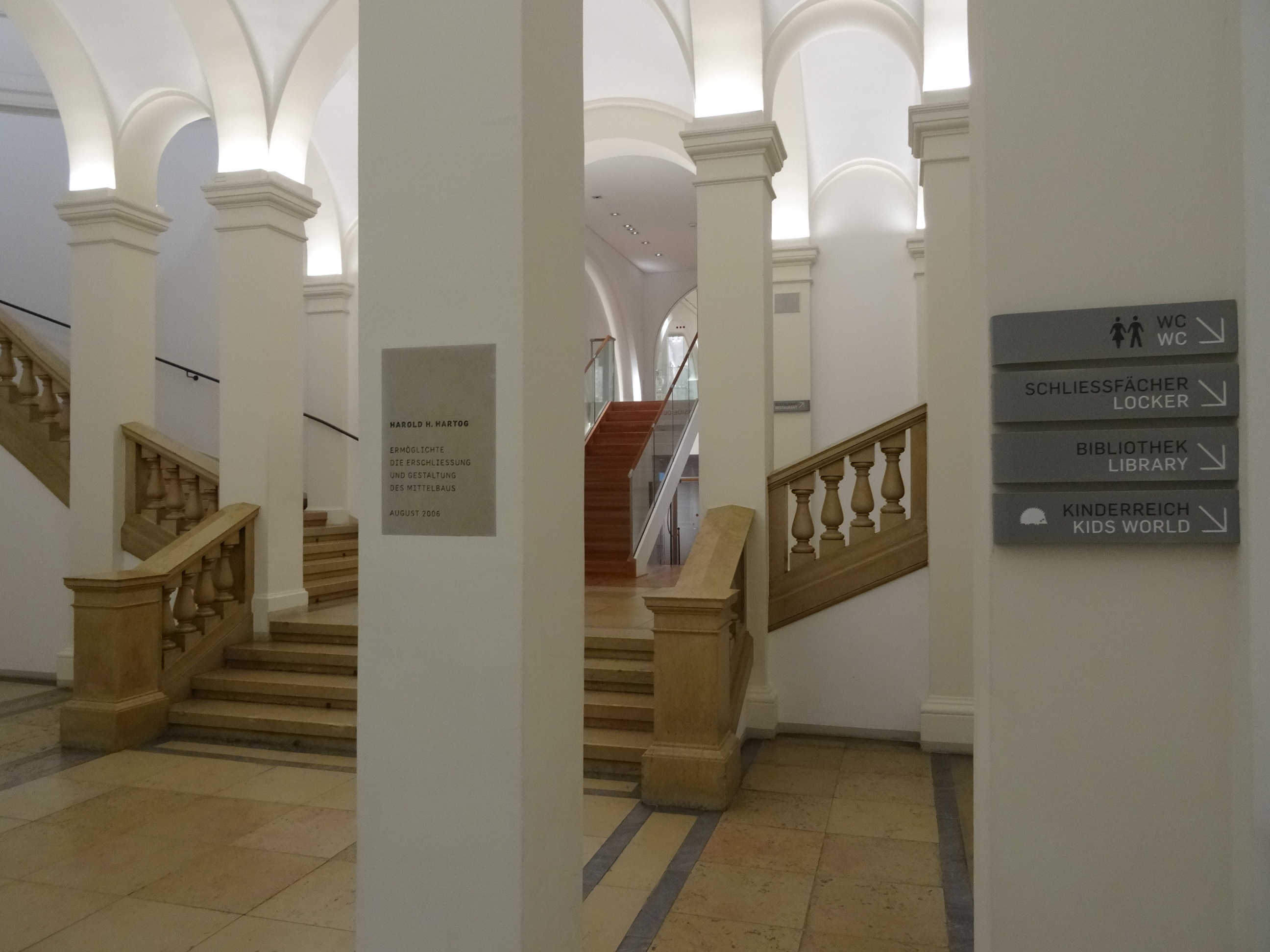
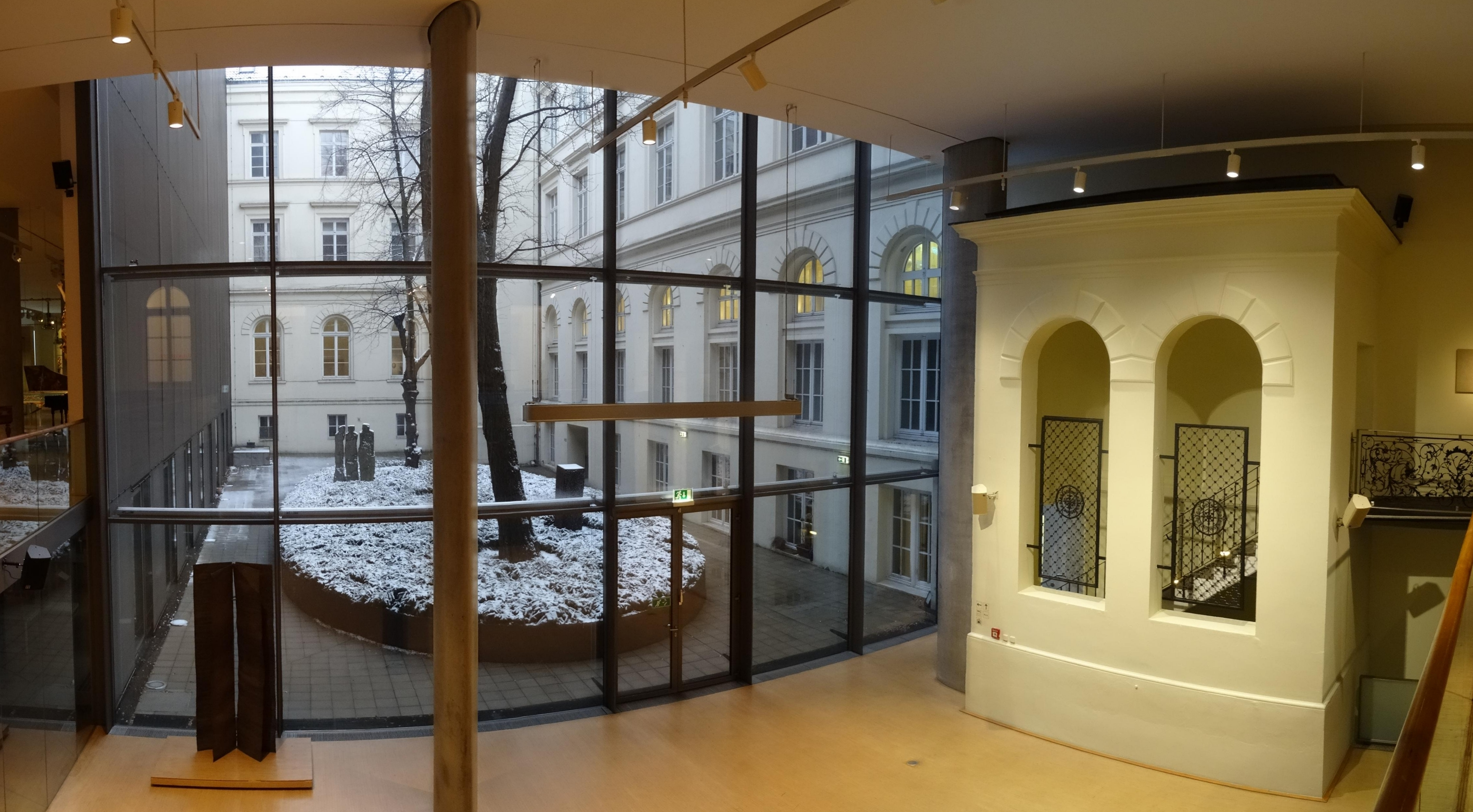
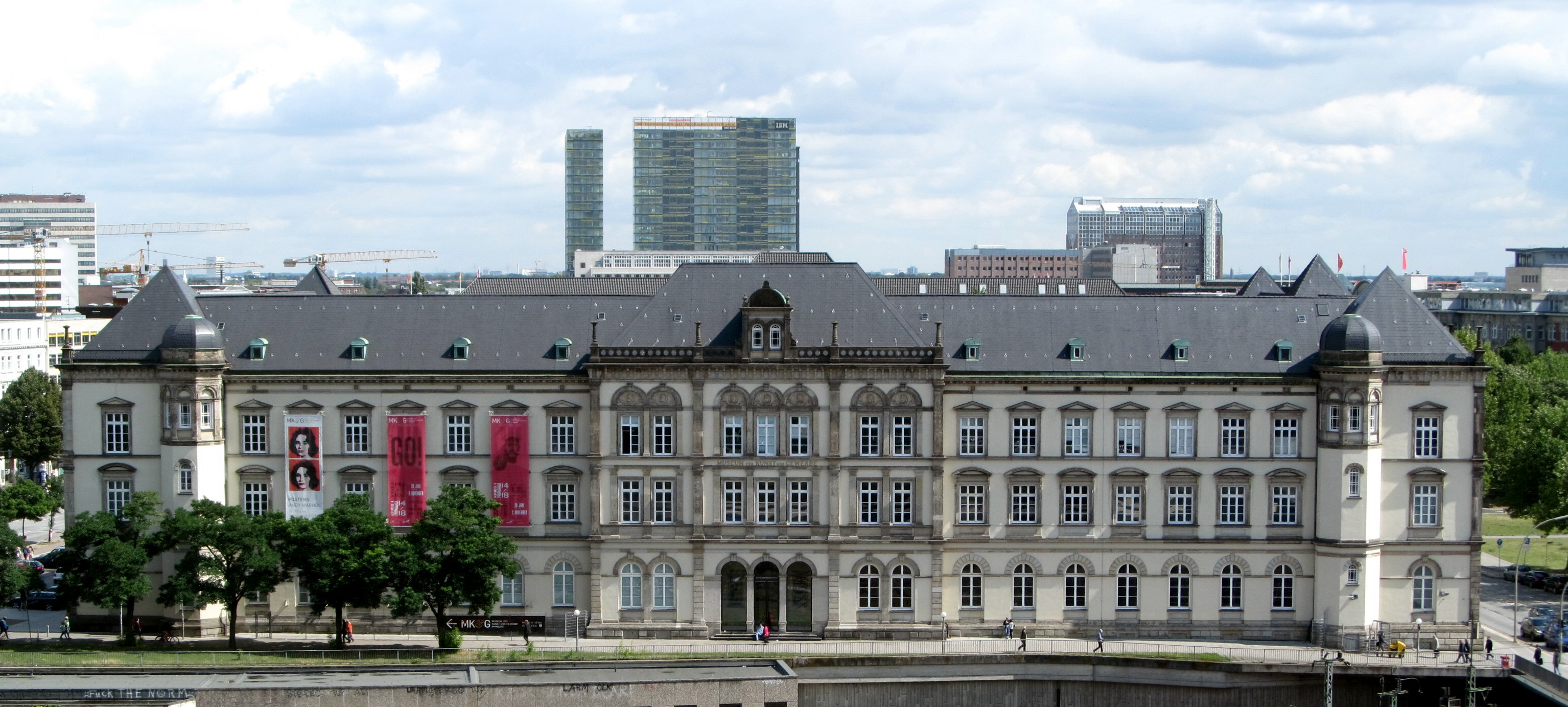